# Diospyros discocalyx
Diospyros discocalyx är en tvåhjärtbladig växtart som beskrevs av Elmer Drew Merrill. Diospyros discocalyx ingår i släktet Diospyros och familjen Ebenaceae. Inga underarter finns listade i Catalogue of Life.